# Министерство международного сотрудничества Канады
Министерство международного сотрудничества Канады образовано в 1968 году канадским правительством. Министерство управляет программами иностранной помощи в развивающихся странах, и работает в партнерстве с другими канадскими организациями в государственном и частном секторах, а также другими международными организациями. Оно отчитывается перед парламентом Канады через министра по международному сотрудничеству. Его мандат заключается в «поддержке устойчивого развития в развивающихся странах в целях сокращения масштабов нищеты и способствовании более безопасному, справедливому и процветающему миру». Министерство находится под контролем федерального министра международного сотрудничества (в настоящее время — Джулиан Фантино) и имеет штаб-квартиру в Квебекe.

## Приоритеты

### Социальное развитие
Министерство поддерживает программы, имеющие непосредственное отношение к лечению венерических заболеваний в развивающихся странах. Оно называет базовое образование и защиту детей в качестве приоритетных в социальном развитии стран, а также способствует росту экономического благосостояния и экологической устойчивости.
С акцентом на такие вопросы, как изменение климата, разъедание почв и водоснабжение, министерство стремится помочь развивающимся странам сохранить здоровые экосистемы. Министерство является партнером Ирака в инициативе по сохранению болотных угодий. Например, министерство выступало основным донором программы по разработке биологических пестицидов для борьбы с саранчой, в поддержку мелких фермеров в странах Сахеля.

### Порядок во власти, управлении, государстве
Министерство борется за права человека, демократию и порядок во власти, управлении, государстве. Министерство также выступает за гендерное равенство.